# Terme independent
En matemàtiques, el terme independent o terme constant és un terme en una expressió algebraica que té un valor que és constant o que no pot canviar, perquè no conté cap variable modificable. Per exemple, en el polinomi quadràtic:
{\displaystyle x^{2}+2x+3,\ }
el 3 és el terme independent.
Després de combinar els monomis semblants, una expressió algebraica tindrà com a molt un terme constant. Llavors, és habitual parlar del polinomi quadràtic:
{\displaystyle ax^{2}+bx+c,\ }
on x és la variable, i té un terme constant c. Si c = 0, llavors el terme constant no apareixerà quan s'escrigui la funció quadràtica.
Noti's que un terme que és constant, amb una constant afegida com a coeficient multiplicatiu (malgrat que aquesta expressió podria ser més simple escrita com el seu producte), segueix sent un terme independent, ja que no s'ha afegit cap variable en el nou terme. Tot i que l'expressió ha estat modificada, el terme (i coeficient) en si està classificat com a constant. Tanmateix, si el coeficient introduït contingués una variable, en multiplicar-se per un terme constant acabarà sent variable, per exemple, en {\displaystyle (x+1)(x-2)} quan x es multiplica pel 2, el resultat, 2x, no és constant; mentre que 1 * -2 és -2 i segueix sent una constant.
Qualsevol polinomi escrit en la forma estàndard té un únic terme constant, que es pot considerar el coeficient de x0. En particular, el terme constant sempre serà el terme de grau més baix del polinomi. Això també aplica als polinomis multivariables. Per exemple, el polinomi:
{\displaystyle x^{2}+2xy+y^{2}-2x+2y-4\ }
té un terme constant de −4, que es pot considerar que és el coeficient de x0y0, on les variables s'eliminien en ser elevades a 0 (tot nombre elevat a 0 és 1). Per qualsevol polinomi, es pot obtenir el terme independent substituint en 0 cada variable; és a dir, eliminant tota variable. El concepte d'elevar a 0 es pot extendir a les sèries de potències enteres i altres tipus de sèries, per exemple en la sèrie de potències:
{\displaystyle a_{0}+a_{1}x+a_{2}x^{2}+a_{3}x^{3}+\cdots ,}
a0 és el terme constant. En general el terme constant és aquell que no involucra cap variable.